# Betung (Kumpeh)
Betung is een bestuurslaag in het regentschap Muaro Jambi van de provincie Jambi, Indonesië. Betung telt 1547 inwoners (volkstelling 2010).